# St. John (cráter)
St. John es un cráter de impacto erosionado perteneciente a la Cara oculta de la Luna. Este cráter está situado al noreste de la enorme planicie amurallada del cráter Mendeleev, y al suroeste del cráter Kohlschütter. Al este de St. John se encuentra el pequeño cráter Mills.
|  |

Es una formación muy desgastada y erosionada, poco más que una depresión irregular en la superficie lunar. Apenas se distingue del terreno circundante, excepto por las sombras que proyecta el borde exterior. El suelo interior es irregular y marcado por una cadena de tres pequeños cráteres cerca del punto medio.

## Cráteres satélite
Por convención estos elementos son identificados en los mapas lunares poniendo la letra en el lado del punto medio del cráter que está más cercano a St. John.
|          | \| St. John \| Coordenadas \| Diámetro \| \| -------- \| ------------------------------ \| -------- \| \| A \| 12°24′N 150°30′E / 12.4, 150.5 \| 16 km \| \| M \| 7°30′N 150°06′E / 7.5, 150.1 \| 16 km \| \| W \| 12°36′N 147°00′E / 12.6, 147.0 \| 18 km \| \| X \| 13°54′N 147°24′E / 13.9, 147.4 \| 30 km \| \| Y \| 13°48′N 149°00′E / 13.8, 149.0 \| 21 km \| |          |
| St. John | Coordenadas | Diámetro |
| A        | 12°24′N 150°30′E / 12.4, 150.5 | 16 km    |
| M        | 7°30′N 150°06′E / 7.5, 150.1 | 16 km    |
| W        | 12°36′N 147°00′E / 12.6, 147.0 | 18 km    |
| X        | 13°54′N 147°24′E / 13.9, 147.4 | 30 km    |
| Y        | 13°48′N 149°00′E / 13.8, 149.0 | 21 km    |